# Big Springs
La ville de Big Springs est située dans le comté de Deuel, dans l’État du Nebraska, aux États-Unis. Sa population s’élevait à 400 habitants lors du recensement de 2010, estimée à 382 habitants en 2016.

## Démographie
| Groupe            | Big Springs | Nebraska | États-Unis |
| ----------------- | ----------- | -------- | ---------- |
| Blancs            | 94,5        | 86,1     | 72,4       |
| Métis             | 2,3         | 2,2      | 2,9        |
| Amérindiens       | 0,8         | 1,0      | 0,9        |
| Autres            | 2,4         | 10,7     | 23,8       |
| Total             | 100         | 100      | 100        |
|                   |             |          |            |
| Latino-Américains | 8,0         | 9,2      | 16,7       |

Selon l'American Community Survey, pour la période 2011-2015, 83,51 % de la population âgée de plus de 5 ans déclare parler l'anglais à la maison, 15,76 % déclare parler l'espagnol et 0,72 % une autre langue.

## Source
- (en) Cet article est partiellement ou en totalité issu de l’article de Wikipédia en anglais intitulé « Big Springs, Nebraska » (voir la liste des auteurs).

1. ↑  (en) « Big Springs, NE Population - Census 2010 and 2000 », sur censusviewer.com.
2. ↑  (en) « Population of Nebraska - Census 2010 and 2000 », sur censusviewer.com.
3. ↑  (en) « Language spoken at home by ability to speak English for the population 5 years and over », sur factfinder.census.gov.